# Tchéco-morave belge
Le Tchéco-morave belge (tchèque : Ceskomoravský belgický kůň) est une race de chevaux de trait originaire de Tchéquie.

## Histoire
Le tchéco-morave belge descend de croisements pratiqués à partir de la fin du XIXe siècle, entre des étalons de race Trait belge, Trait néerlandais, Noriker, et des juments locales tchèques.

## Description
Le guide Delachaux (2016) indique une taille de 1,52 m à 1,60 m, l'ouvrage de CAB International indiquant une moyenne de 1,62 m.
La robe est généralement alezane ou baie.

## Utilisations
La race est employée en travaux agricoles et de débardage forestier, mais aussi en équithérapie. Elle est également exportée pour sa viande. La base de données DAD-IS indique une utilisation dans les loisirs équestres.

## Diffusion de l'élevage
La race est indiquée comme rare sur DAD-IS. En 2017, les effectifs recensés se situent entre 1 900 et 2 000 têtes. L'étude menée par l'université d'Uppsala, publiée en août 2010 pour la FAO, signale le Tchéco-morave belge comme race locale d'Europe en danger d'extinction, mais faisant l'objet de mesures de protection.